# Karl Hofman
Karl Hofman (zm. w kwietniu 1920) – oficer armii austro-węgierskiej, major Ukraińskiej Armii Halickiej.
Od wybuchu wojny polsko-ukraińskiej w listopadzie 1918 dowodził grupą bojową „Rudky” (grupa Hofmana). W lutym 1919 dowodził podczas uwieńczonej sukcesem operacji wowczuchowskiej.
W czerwcu 1919 objął dowództwo nowo sformowanej 8 Samborskiej Brygady UHA.
Rozstrzelany przez bolszewików w kwietniu 1920 w Odessie.